# Jackie Fields
Jackie Fields, född som Jacob Finkelstein den 9 februari 1908 i Chicago, död 3 juni 1987 i Los Angeles, var en amerikansk boxare.
Fields blev olympisk mästare i fjädervikt i boxning vid sommarspelen 1924 i Paris.